# 至元 (元世祖)
至元（1264年八月十六日—1294年）是元世祖忽必烈在建立元朝以前就创制的年号，共使用了31年。

## 改元
- 中統五年——八月十六日，元世祖忽必烈改元至元。[2][3]
- 至元三十一年——正月，元世祖去世。四月十四日，元成宗鐵穆耳即位。十一月二十七日，元成宗有詔，明年改元元貞。[4][5]

## 西曆紀年對照表
| 至元 | 元年     | 二年     | 三年     | 四年     | 五年     | 六年     | 七年     | 八年     | 九年     | 十年   |
| ---- | -------- | -------- | -------- | -------- | -------- | -------- | -------- | -------- | -------- | ------ |
| 公元 | 1264年   | 1265年   | 1266年   | 1267年   | 1268年   | 1269年   | 1270年   | 1271年   | 1272年   | 1273年 |
| 干支 | 甲子     | 乙丑     | 丙寅     | 丁卯     | 戊辰     | 己巳     | 庚午     | 辛未     | 壬申     | 癸酉   |
| 至元 | 十一年   | 十二年   | 十三年   | 十四年   | 十五年   | 十六年   | 十七年   | 十八年   | 十九年   | 二十年 |
| 公元 | 1274年   | 1275年   | 1276年   | 1277年   | 1278年   | 1279年   | 1280年   | 1281年   | 1282年   | 1283年 |
| 干支 | 甲戌     | 乙亥     | 丙子     | 丁丑     | 戊寅     | 己卯     | 庚辰     | 辛巳     | 壬午     | 癸未   |
| 至元 | 二十一年 | 二十二年 | 二十三年 | 二十四年 | 二十五年 | 二十六年 | 二十七年 | 二十八年 | 二十九年 | 三十年 |
| 公元 | 1284年   | 1285年   | 1286年   | 1287年   | 1288年   | 1289年   | 1290年   | 1291年   | 1292年   | 1293年 |
| 干支 | 甲申     | 乙酉     | 丙戌     | 丁亥     | 戊子     | 己丑     | 庚寅     | 辛卯     | 壬辰     | 癸巳   |
| 至元 | 三十一年 |          |          |          |          |          |          |          |          |        |
| 纪年 | 1294年   |          |          |          |          |          |          |          |          |        |
| 干支 | 甲午     |          |          |          |          |          |          |          |          |        |

## 大事记
- 至元元年（1264年），蒙哥逝世（1259年）後的汗位爭奪戰中，忽必烈擊敗其弟阿里不哥，並于当年改元至元；然而由于蒙古帝国在窝阔台死后已然存在分裂的隐患，受到部分蒙古宗王的抵制，忽必烈没有被承认为新的蒙古大汗继承者。蒙古帝国就此分裂为西亚和东欧的四大汗国以及占据整个东北亚、部分东亚和东南亚地区的其余部分；忽必烈作為眾多黃金家族中的一個，控制了原大蒙古国除了四大汗国以外的部分（即今天大部分的中國版圖及俄羅斯遠東地區）。此后直到忽必烈逝世，原大蒙古國沒有一位公認的大汗。
- 至元八年（1271年），忽必烈建國號大元，与南宋并立、并且不断推进军事进攻。
- 至元十六年（1279年），張弘範發動崖山海戰，滅亡南宋。元朝至此統一中國，成为继唐朝以后中国历史上又一个大一统的王朝。
- 至元二十七年（1290年），直隶地震，约10万人遇难。

## 同期存在的其他政权年号
南宋
- 咸淳（1265年－1274年）：宋度宗赵禥之年号
- 德祐（1275年－1276年）：宋恭帝赵显之年号
- 景炎（1276年－1278年）：宋端宗赵是之年号
- 祥兴（1278年－1279年）：宋少帝趙昺的年号

元朝民变政权
- 萬乘（1280年）：杜可用之年號
- 昌泰（1281年）：陳吊眼之年號
- 延康（1283年）：林桂方、趙良鈐之年號
- 祥兴（1283年）：黄华之年號
- 安定（1289年）：楊振龍之年號

越南陳朝
- 紹隆（1258年－1273年）：陳聖宗陳晃之年號
- 寳符（1273年－1278年）：陳聖宗陳晃之年號
- 紹寳（1279年－1284年）：陳仁宗陳昑之年号
- 重興（1285年－1293年）：陳仁宗陳昑之年号
- 興隆（1293年－1314年）：陳英宗陳烇之年号

日本
- 文永（1264年－1275年）：龜山天皇與後宇多天皇之年號
- 建治（1275年－1278年）：後宇多天皇之年號
- 弘安（1278年－1288年）：後宇多天皇與伏見天皇之年號
- 正应（1288年－1293年）：伏見天皇之年號
- 永仁（1293年－1299年）：伏见天皇与后伏见天皇之年号

## 深入閱讀
- 李崇智. . 北京: 中華書局. 2004年12月. ISBN 7101025129.
- 鄧洪波. . 臺北: 國立臺灣大學東亞經典與文化研究計劃. 2005年3月  [2021-11-05]. ISBN 9789860005189. （原始内容 (pdf)存档于2007-08-25）.

| 前一年號： 中統 | 元朝年号 | 下一年號： 元贞 |